# Trieste (quartier de Rome)

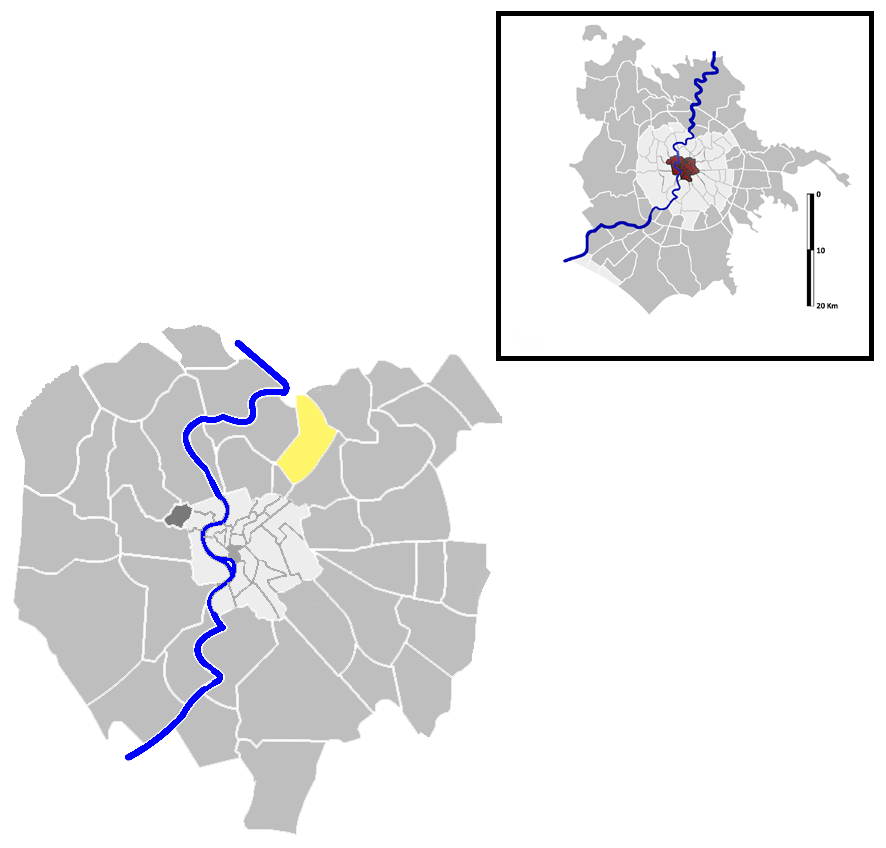
Localisation de Trieste sur la carte administrative de Rome.

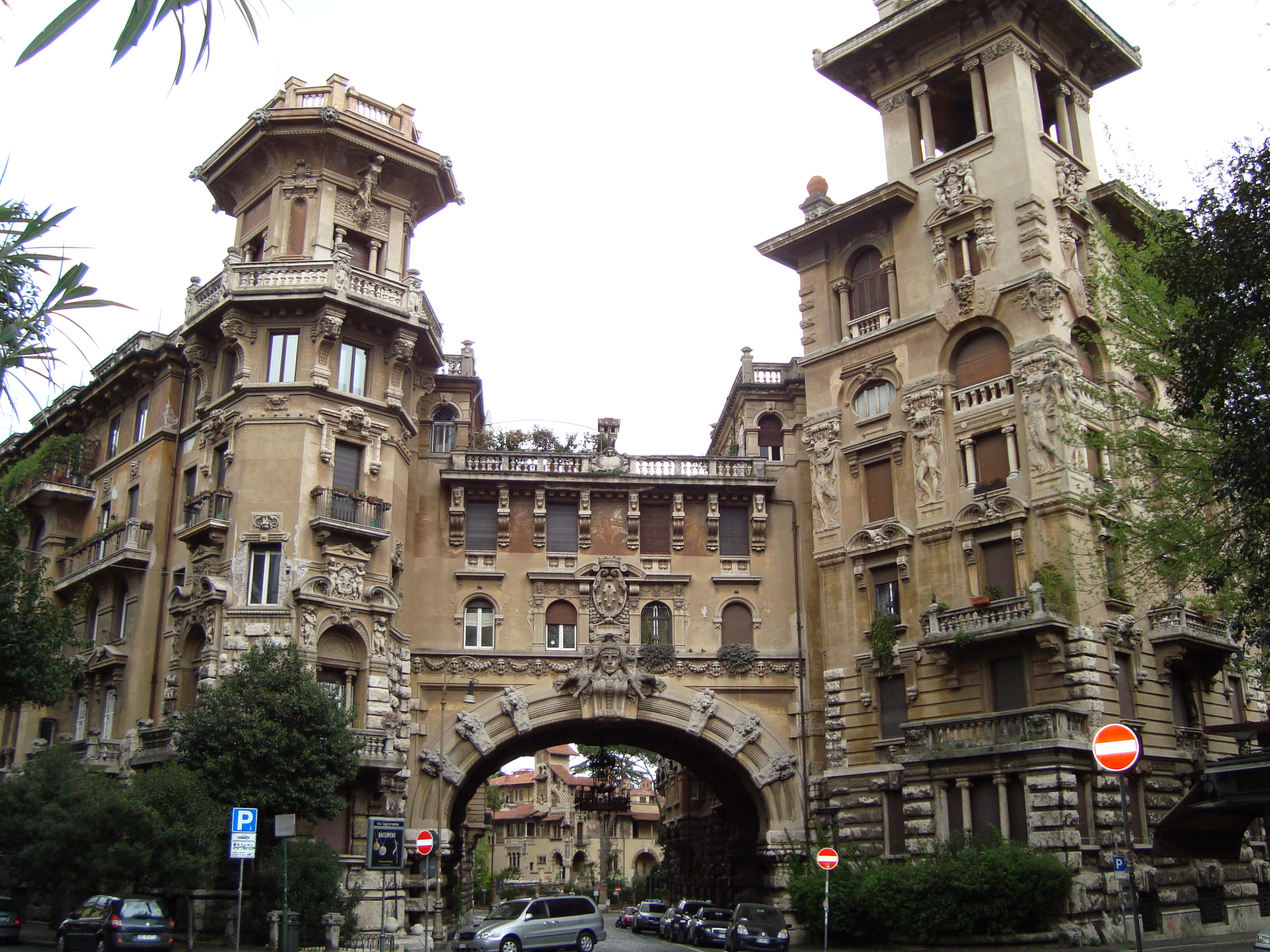
Les immeubles baroques du quartiere Coppedè

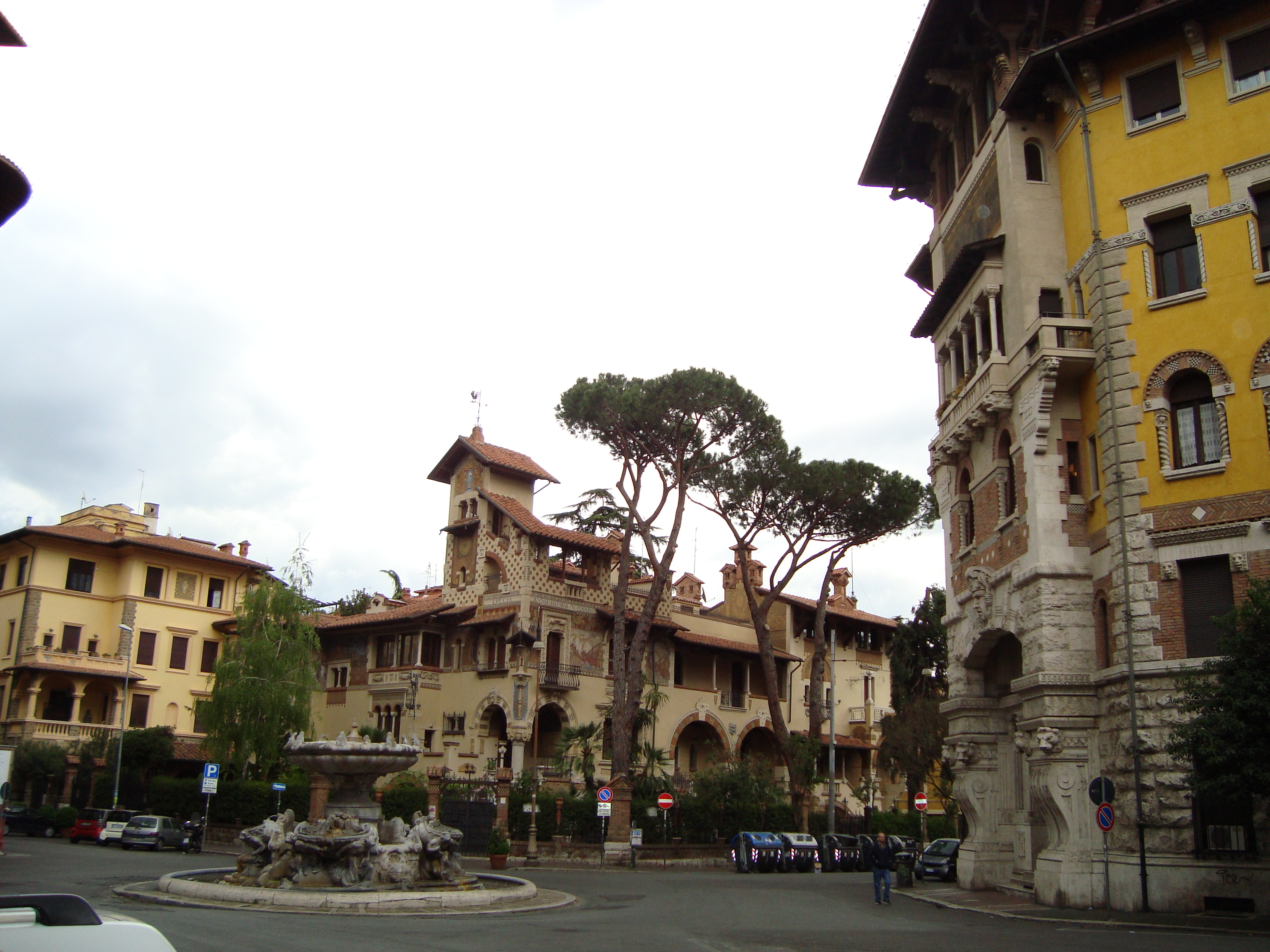
La Piazza Mincio dans Coppedè

Trieste est un quartiere (quartier) situé au nord de Rome en Italie. Il est désigné dans la nomenclature administrative par Q.XVII et fait partie du Municipio II. Sa population est de 65 139 habitants répartis sur une superficie de 3,706 3 km2.
Il forme également une « zone urbanistique » désigné par le code 2.e, qui compte en 2010 : 54 803 habitants.

## Lieux particuliers
- Le quartier Coppedè et son ensemble de célèbres immeubles
- Les catacombes de Priscille, catacombes des Giordani, catacombes de Sant'Ilaria, catacombes de Trasone, catacombes de Via Anapo
- La Sedia del Diavolo
- Église Santa Maria Addolorata a piazza Buenos Aires
- Le complexe de la Basilique Sant'Agnese fuori le Mura
- Le Corso Trieste, voie qui a donné son nom au quartier, avec ses rangées de pins
- Église San Saturnino
- Église Santa Emerenziana